# دلسی رودریگز
دلسی الوینا رودریگز گومز (زاده ۱۸ مه ۱۹۶۹) یک سیاستمدار ونزوئلایی است که از سال ۲۰۱۸ به عنوان معاون رئیس‌جمهور ونزوئلا خدمت می‌کند. او همچنین از سال ۲۰۱۳ وزیر نیروی مردمی ارتباطات و اطلاعات ونزوئلا بود. تا سال ۲۰۱۴، وزیر امور خارجه از سال ۲۰۱۴ تا ۲۰۱۷ و رئیس مجلس مؤسسان از ۴ اوت ۲۰۱۷ تا ۱۴ ژوئن ۲۰۱۸ بوده‌است. اتحادیه اروپا، ایالات متحده و کانادا او را تحریم کرده‌اند.